# Tsukamoto Kōichi
Tsukamoto Kōichi (japanisch 塚本 幸一; geboren 17. September 1920 in Gokashō, Präfektur Shiga; gestorben 10. Juni 1998) war ein japanischer Unternehmer und Gründer des Textilunternehmens Wacoal.

## Leben und Wirken
Tsukamoto Kōichi beendete 1938 seine Ausbildung an der „Shiga kenritsu hachiman shōgyō gakkō“ (滋賀県立八幡商業学校), einer Handelsschule in Ōmihachiman. Er arbeitete zunächst im Familienbetrieb, einem Textilgroßhandel. Während des Pazifikkriegs wurde er eingezogen und geriet 1944 in der Schlacht von Imphal (Indien) schwer verwundet in britische Gefangenschaft.
Nach seiner Entlassung 1946 gründete Tsukamoto 1949 das Unternehmen „Wakō shōji“ (和江商事), das mit Büstenhaltern und Damenbekleidung handelte. Noch im selben Jahr machte er daraus eine Aktiengesellschaft, deren Leitung er übernahm. 1964 übernahm er die konkurrierende Firma „Waco Sales“ und nannte sein Unternehmen um in „Wacoal“. Tsukamoto baute das Unternehmen zum führenden Hersteller von Damenunterwäsche in Japan aus.
Im September 1959 überließ Tsukamoto die Arbeit als Leiter des Unternehmens weitgehend seinem ältesten Sohn Yoshikata (塚本 能交, * 1948), wurde Vorstandsvorsitzender und ab Juni 1987 Präsident. Während dieser Zeit gründete er 1978 die „Kyōto Fashion Culture Foundation“ mit einer großen Anzahl historischer Materialien westlicher Kleidung, die er gesammelt hatte, als Grundstock. Mit der Gründung der „Association for Corporate Support of the Arts“ (企業メセナ協議会, Kigyō mesena kyōgikai) im Jahr 1990 hat er zur Entwicklung der Kyōto-Wirtschaft beigetragen, so auch zum Projekt „1200 Heian-Hauptstadt“ im Jahr 1994.
Tsukamoto war Mitglied des „Wirtschaftsrates“ (経済審議会, Keizai shingkai), der „Gesellschaft für Erhaltung des Landschaftscharakters“ (風土審議会,  Fūdo shingikai), des „National Land Council“ (国土審議会、Kokudo shingikai). Er wirkte als Sondersekretär der „Kyōto Association of Corporate Executives “ (京都経済同友会, Kyōto keizai dōyūkai), als Honorargeneralkonsul der Philippinen in Kyōto und als Vorsitzender der „Stiftung für Bildungsförderung der Stadt Kyōto“ (京都市社会教育振興財団, Kyōto-shi shakai kyōiku shinkō zaidan). Von 1983 bis 1994 war er Präsident der Industrie- und Handelskammer von Kyōto.